# 28601 Benton
28601 Benton este o planetă minoră (asteroid), cu un diametru de 2,881 km, din centura de asteroizi. A fost descoperită pe 4 martie 2000 la Catalina Station⁠(d) de Catalina Sky Survey. 
Obiectul prezintă o orbită caracterizată de o semiaxă mare de 2,2266535 UAi, o excentricitate de 0,14, o înclinație de 2,71554 ° în raport cu ecliptica.